# John Taylor (éditeur anglais)
Pour les articles homonymes, voir John Taylor.
John Taylor (31 juillet 1781 - 5 juillet 1864) est un éditeur, essayiste et écrivain anglais. Il est connu pour être l'éditeur des poètes John Keats et John Clare.

## Biographie
John Taylor est né à Retford, Nottinghamshire. Ses parents sont James Taylor and Sarah Drury. Son père est imprimeur et libraire. John Taylor étudie d'abord à la Lincoln Grammar School (en) puis suit son enseignement secondaire dans la grammar school de Retford. Il est l'apprenti de son père puis, en 1803, chez James Lackington (en) à Londres. Taylor le quitte peu de temps après à cause d'un faible salaire.
Taylor s'associe à James Augustus Hessey, sous le nom de Taylor & Hessey, au 93 Fleet Street, à Londres. En 1819, par l'intermédiaire de son cousin Edward Drury, libraire à Stamford, il est présenté à John Clare de Helpston dans le Northamptonshire. Il peaufine la grammaire et l'orthographe de Clare avant publication. Il est également l'éditeur de Keats et avait publié des ouvrages de Lamb, Coleridge et Hazlitt.
En 1821, John Taylor participe à l'édition du London Magazine. Au cours des dernières années, il devient le libraire et l'éditeur de la nouvelle Université de Londres, en association avec James Walton, pour s'installer à Gower Street (Londres). Ils développent une collection de ce qui est alors un nouveau domaine en développement, celui des manuels scolaires classiques.
Après une longue vie de célibat, souffrant de dépression et de maladie, il meurt le 5 juillet 1864, au 7 Leonard Place, à Kensington, et est enterré dans le cimetière de Gamston, près de Retford, où sa pierre tombale est réglée par l'Université de Londres.
Après la mort de Taylor, beaucoup de ses manuscrits sont mis en vente chez Sotheby's, mais les poètes de la Régence anglaise sont démodés et la vente ne rapporte qu'environ 250 £. En revanche, lorsqu’ils sont vendus en 1897, les manuscrits d’Endymion et de Lamia rapportent respectivement 695 £ et 305 £.

## Œuvres personnelles

### Étude deLetters of Junius
En 1813, John Taylor écrit et publie son propre travail anonymement, A Discovery of the Author of the “Letters of Junius”, founded on Evidence and Illustrations qui identifie l'auteur du pamphlet anonyme Letters of Junius (en) qui vise le règne de George III. Il identifie probablement à juste titre Sir Philip Francis. Une seconde édition parait en 1818.

### Pyramidologie et système métrique
Dans The Great Pyramid paru en 1859, Taylor défend l'idée que le nombre Pi et le nombre d'or ont été volontairement utilisés dans la conception de la Pyramide de Khéops à Gizeh. Ses théories en pyramidologie sont développées par Charles Piazzi Smyth. Dans son livre de 1864, The Battle of the Standards, il milite contre l'adoption du système métrique en Grande-Bretagne. Il s’appuyait sur les résultats de son précédent ouvrage pour montrer l’origine divine des unités de mesure britanniques.
Selon Bernard Lightman, ces deux publications sont fortement liées. Il dit : « Taylor et ses disciples ont insisté sur le fait que les dimensions de la pyramide montraient l’origine divine des unités de longueur britanniques ».

## Famille
Son frère, James Taylor (1788–1863), est banquier à Bakewell dans le Derbyshire, il a publié des articles sur le bimétallisme.